# Ljoedmyla Kitsjenok

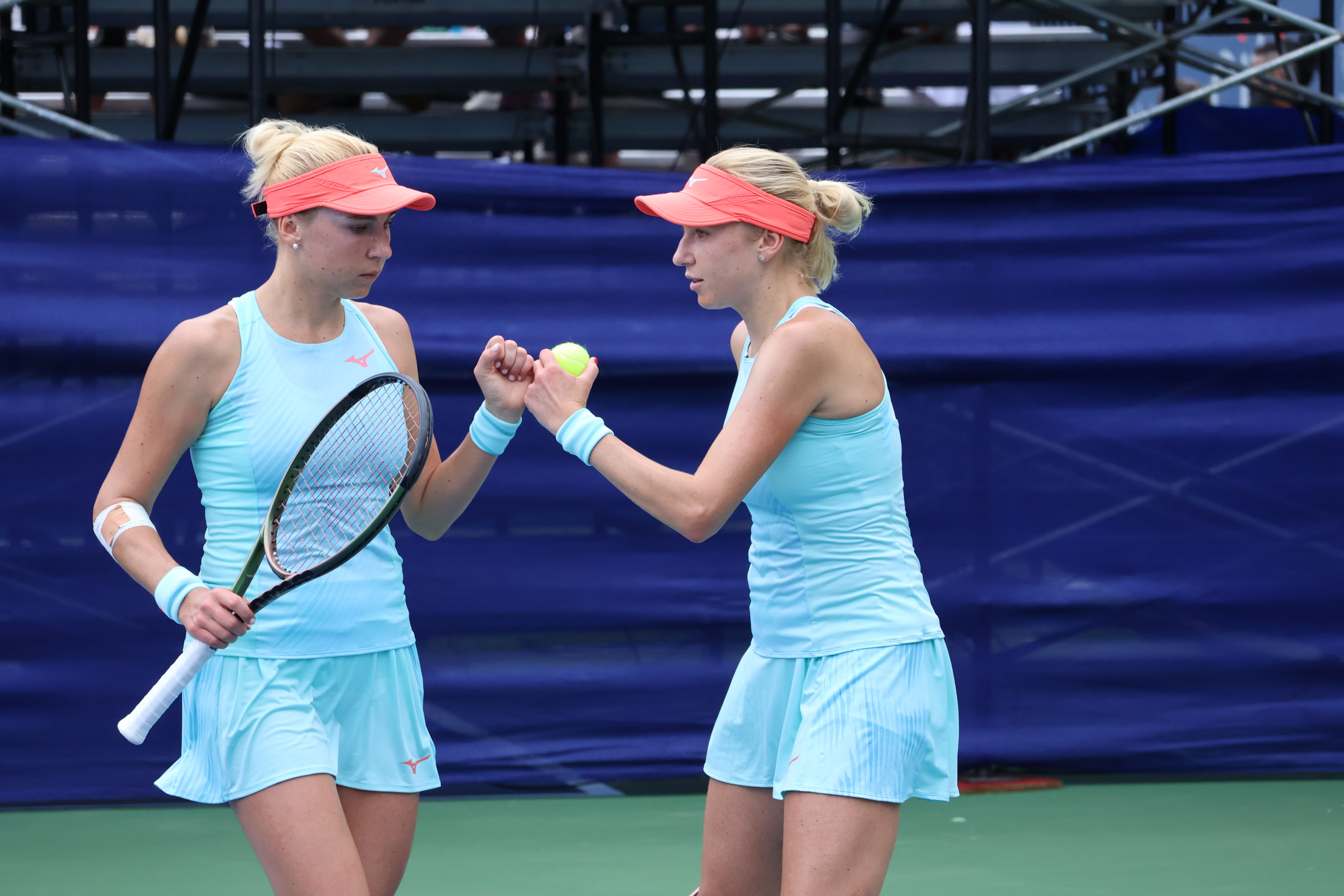
Met zus Nadija, Washington 2023, waar zij de halve finale bereikten

Ljoedmyla Kitsjenok (Oekraïens: Людмила Кіченок; Engelse transcriptie Lyudmyla Kichenok) (Dnipro, 20 juli 1992) is een professioneel tennisspeelster uit Oekraïne. Zij begon met tennis toen zij acht jaar oud was. Haar favoriete ondergrond is hardcourt. Zij speelt rechtshandig en heeft een tweehandige backhand. Zij is actief in het internationale tennis sinds 2006.
Ljoedmyla is de tweelingzus van Nadija Kitsjenok (eveneens rechtshandig), met wie zij tot 2016 bijna al haar dubbelspeltoernooien speelde.

## Loopbaan

### Enkelspel
In 2007 stond Ljoedmyla Kitsjenok voor het eerst in de hoofdtabel van een ITF-toernooi, in Tsjerkasy in haar geboorteland – zij bereikte de kwartfinale. Zij stond voor het eerst in een finale op het ITF-toernooi van Charkov (Oekraïne) in 2009 – zij versloeg haar tweelingzus Nadija en won daarmee haar eerste titel. Tot op heden(juni 2025) won zij zes ITF-enkelspeltitels, de meest recente in 2013 in Kazan (Rusland).
In 2013 kwalificeerde Ljoedmyla zich voor het eerst voor een WTA-hoofdtoernooi, op het toernooi van Tasjkent. Zij sneuvelde in de eerste ronde. Haar beste resultaat op de WTA-toernooien is het bereiken van de kwartfinale, in Florianópolis in 2016 waar zij als lucky loser aan het hoofdtoernooi kon deelnemen.

### Dubbelspel
Bij haar allereerste deelname aan een ITF-toernooi (2006 in Podgorica, Montenegro) wist zij meteen tot de finale door te dringen, samen met zus Nadija. Dat zette vanaf het begin de toon dat de zussen in het dubbelspel succesvoller werden dan in het enkelspel. Zij wonnen hun eerste titel in 2009 op het ITF-toernooi van Alphen aan den Rijn. Tot op heden(juni 2025) won Ljoedmyla 28 ITF-dubbelspeltitels, waarvan 22 met Nadija.
In het WTA-circuit stond zij in 2010 voor het eerst in een hoofdtoernooi, op het toernooi van Tasjkent – het bleef toen bij de eerste ronde. Een jaar later op diezelfde locatie wisten de zussen door te dringen tot de finale – zij verloren van Eléni Daniilídou en Vitalia Djatsjenko. In Tasjkent in 2012 versloegen zij in hun openingspartij de als derde geplaatste Eva Birnerová en Eléni Daniilídou (revanche op de Griekse!) maar strandden in de tweede ronde. Uiteindelijk wonnen de zussen hun eerste titel in januari 2015 in Shenzhen.
Twee keer won Kitsjenok het B-kampioenschap aan het eind van het jaar, eenmaal in 2018 met haar zus Nadija, en andermaal in 2019 met de Sloveense Andreja Klepač aan haar zijde.
In 2022 bereikte zij de halve finale op Roland Garros, samen met Jeļena Ostapenko uit Letland – daarmee haakte zij nipt aan bij de top 20 van de wereldranglijst. Met dezelfde partner won zij het grastoernooi van Birmingham. Op Wimbledon bereikten zij weer de halve finale. Met dezelfde partner won zij het WTA-toernooi van Cincinnati – daarmee haakte zij nipt aan bij de top tien van de wereldranglijst.
In 2024 won Kitsjenok haar eerste grandslamtitel, op het US Open, nog steeds met Ostapenko. Hiermee klom zij naar de vijfde plek van de wereldranglijst.
Tot op heden(juni 2025) won Ljoedmyla elf WTA-dubbelspeltitels, waarvan vier met Nadija en vijf met Jeļena Ostapenko.
Haar hoogste notering op de WTA-ranglijst is de 3e plaats, die zij bereikte in september 2024.

#### Gemengd dubbelspel
In deze discipline bereikte Kitsjenok de kwartfinale op Wimbledon 2017, samen met de Kroaat Mate Pavić. Met de zelfde partner won zij de titel op Wimbledon 2023.

### Tennis in teamverband
In de periode 2010–2024 maakte Kitsjenok enkele keren deel uit van het Oekraïense Fed Cup-team – zij behaalde daar een winst/verlies-balans van 6–8.

## Posities op deWTA-ranglijst
Positie per einde seizoen:
| jaar | rang enkelspel | rang dubbelspel |
| ---- | -------------- | --------------- |
| 2008 | 718            | 379             |
| 2009 | 548            | 282             |
| 2010 | 260            | 162             |
| 2011 | 363            | 141             |
| 2012 | 235            | 111             |
| 2013 | 187            | 116             |
| 2014 | 184            | 74              |
| 2015 | 326            | 53              |
| 2016 | 365            | 68              |
| 2017 | 873            | 53              |
| 2018 | –              | 35              |
| 2019 | –              | 41              |
| 2020 | –              | 46              |
| 2021 | –              | 38              |
| 2022 | 982            | 9               |
| 2023 | –              | 35              |
| 2024 | –              | 4               |

## Palmares
| Legenda                 |
| ----------------------- |
| Grandslamtoernooi       |
| Olympische Spelen       |
| Year-End Championships  |
| Premier Mandatory       |
| Premier Five / WTA 1000 |
| Premier / WTA 500       |
| International / WTA 250 |
| Challenger / WTA 125    |

### WTA-finaleplaatsen enkelspel
geen

### WTA-finaleplaatsen vrouwendubbelspel
| nr.              | finale     | toernooi          | ondergrond    | partner          | tegenstandsters                          | score            |         |
| ---------------- | ---------- | ----------------- | ------------- | ---------------- | ---------------------------------------- | ---------------- | ------- |
| gewonnen finales |            |                   |               |                  |                                          |                  |         |
| 01.              | 2015-01-10 | WTA Shenzhen      | hardcourt     | Nadija Kitsjenok | Liang Chen Wang Yafan                    | 6-4, 7-6         | details |
| 02.              | 2016-08-04 | WTA Florianópolis | hardcourt     | Nadija Kitsjenok | Tímea Babos Réka Luca Jani               | 6-3, 6-1         | details |
| 03.              | 2018-11-04 | Elite Trophy      | hardcourt (i) | Nadija Kitsjenok | Shuko Aoyama Lidzija Marozava            | 6-4, 3-6, [10-7] | details |
| 04.              | 2019-10-27 | Elite Trophy      | hardcourt (i) | Andreja Klepač   | Duan Yingying Yang Zhaoxuan              | 6-3, 6-3         | details |
| 05.              | 2021-06-13 | WTA Nottingham    | gras          | Makoto Ninomiya  | Caroline Dolehide Storm Sanders          | 6-4, 6-7, [10-8] | details |
| 06.              | 2022-06-19 | WTA Birmingham    | gras          | Jeļena Ostapenko | Elise Mertens Zhang Shuai                | walk-over        | details |
| 07.              | 2022-08-20 | WTA Cincinnati    | hardcourt     | Jeļena Ostapenko | Nicole Melichar-Martinez Ellen Perez     | 7-6, 6-3         | details |
| 08.              | 2022-10-01 | WTA Tallinn       | hardcourt (i) | Nadija Kitsjenok | Nicole Melichar-Martinez Laura Siegemund | 7-5, 4-6, [10-7] | details |
| 09.              | 2024-01-06 | WTA Brisbane      | hardcourt     | Jeļena Ostapenko | Greet Minnen Heather Watson              | 7-5, 6-2         | details |
| 10.              | 2024-06-29 | WTA Eastbourne    | gras          | Jeļena Ostapenko | Gabriela Dabrowski Erin Routliffe        | 5-7, 7-6, [10-8] | details |
| 11.              | 2024-09-06 | US Open           | hardcourt     | Jeļena Ostapenko | Kristina Mladenovic Zhang Shuai          | 6-4, 6-3         | details |
| verloren finales |            |                   |               |                  |                                          |                  |         |
| 01.              | 2011-09-17 | WTA Tasjkent      | hardcourt     | Nadija Kitsjenok | Eléni Daniilídou Vitalia Djatsjenko      | 4-6, 3-6         | details |
| 02.              | 2014-01-04 | WTA Shenzhen      | hardcourt     | Nadija Kitsjenok | Monica Niculescu Klára Zakopalová        | 3-6, 4-6         | details |
| 03.              | 2018-01-12 | WTA Hobart        | hardcourt     | Makoto Ninomiya  | Elise Mertens Demi Schuurs               | 2-6, 2-6         | details |
| 04.              | 2018-08-05 | WTA San José      | hardcourt     | Nadija Kitsjenok | Latisha Chan Květa Peschke               | 4-6, 1-6         | details |
| 05.              | 2021-08-28 | WTA Chicago       | hardcourt     | Makoto Ninomiya  | Nadija Kitsjenok Raluca Olaru            | 6-7, 7-5, [8-10] | details |
| 06.              | 2021-10-23 | WTA Tenerife      | hardcourt     | Marta Kostjoek   | Ulrikke Eikeri Ellen Perez               | 3-6, 3-6         | details |
| 07.              | 2022-02-19 | WTA Dubai         | hardcourt     | Jeļena Ostapenko | Veronika Koedermetova Elise Mertens      | 1-6, 3-6         | details |
| 08.              | 2022-06-25 | WTA Eastbourne    | gras          | Jeļena Ostapenko | Aleksandra Krunić Magda Linette          | forfait          | details |
| 09.              | 2023-02-17 | WTA Doha          | hardcourt     | Jeļena Ostapenko | Cori Gauff Jessica Pegula                | 4-6, 6-2, [7-10] | details |
| 10.              | 2024-01-28 | Australian Open   | hardcourt     | Jeļena Ostapenko | Hsieh Su-wei Elise Mertens               | 1-6, 5-7         | details |
| 11.              | 2024-04-07 | WTA Charleston    | gravel        | Nadija Kitsjenok | Ashlyn Krueger Sloane Stephens           | 6-1, 3-6, [7-10] | details |
| 12.              | 2025-02-02 | WTA Linz          | hardcourt (i) | Nadija Kitsjenok | Tímea Babos Luisa Stefani                | 6-3, 5-7, [4-10] | details |
| 13.              | 2025-06-28 | WTA Bad Homburg   | gras          | Ellen Perez      | Guo Hanyu Aleksandra Panova              | 6-4, 6-7, [5-10] | details |

### Finaleplaatsen gemengd dubbelspel
| nr.              | finale     | toernooi  | ondergrond | partner    | tegenstanders          | score         |         |
| ---------------- | ---------- | --------- | ---------- | ---------- | ---------------------- | ------------- | ------- |
| gewonnen finales |            |           |            |            |                        |               |         |
| 1.               | 2023-07-13 | Wimbledon | gras       | Mate Pavić | Xu Yifan Joran Vliegen | 6-4, 6-7, 6-3 | details |
| verloren finales |            |           |            |            |                        |               |         |
| geen             |            |           |            |            |                        |               |         |

## Resultaten grandslamtoernooien
| Legenda | Legenda                          |
| ------- | -------------------------------- |
| g.t.    | geen toernooi gehouden           |
| l.c.    | lagere categorie                 |
| –       | niet deelgenomen                 |
| G       | uitgeschakeld in de groepsfase   |
| 1R      | uitgeschakeld in de eerste ronde |
| 2R      | uitgeschakeld in de tweede ronde |
| 3R      | uitgeschakeld in de derde ronde  |
| 4R      | uitgeschakeld in de vierde ronde |
| KF      | uitgeschakeld in de kwartfinale  |
| HF      | uitgeschakeld in de halve finale |
| F       | de finale verloren               |
| W       | het toernooi gewonnen            |
| w-v     | winst/verlies-balans             |

### Enkelspel
geen deelname

### Vrouwendubbelspel
| toernooi        | 2014 | 2015 | 2016 | 2017 | 2018 | 2019 | 2020 | 2021 | 2022 | 2023 | 2024 | 2025 |
| --------------- | ---- | ---- | ---- | ---- | ---- | ---- | ---- | ---- | ---- | ---- | ---- | ---- |
| Australian Open | –    | 1R   | 2R   | 1R   | 1R   | –    | 1R   | 3R   | 2R   | 1R   | F    | 3R   |
| Roland Garros   | –    | 2R   | 2R   | 1R   | 1R   | KF   | 1R   | 1R   | HF   | 2R   | 2R   | 1R   |
| Wimbledon       | 2R   | 3R   | 1R   | 3R   | 1R   | 2R   | g.t. | 2R   | HF   | 1R   | KF   |      |
| US Open         | –    | 2R   | 2R   | 3R   | 3R   | KF   | 1R   | 1R   | 3R   | 2R   | W    |      |

### Gemengd dubbelspel
| toernooi        | 2017 | 2018 | 2019 | 2020 | 2021 | 2022 | 2023 | 2024 | 2025 |
| --------------- | ---- | ---- | ---- | ---- | ---- | ---- | ---- | ---- | ---- |
| Australian Open | –    | –    | –    | 1R   | –    | 2R   | 1R   | 1R   | –    |
| Roland Garros   | –    | –    | 2R   | g.t. | –    | 2R   | 2R   | 2R   | KF   |
| Wimbledon       | KF   | 2R   | –    | g.t. | 3R   | 1R   | W    | 2R   |      |
| US Open         | –    | 1R   | –    | g.t. | –    | 1R   | 1R   | 1R   |      |